# Baptorhachis foliacea
Baptorhachis es un género monotípico de plantas herbáceaas perteneciente a la familia de las poáceas. Su única especie, Baptorhachis foliacea (Clayton) Clayton, es originaria de Mozambique.

## Descripción
Es una planta anual con tallos de 30-60 cm de altura; herbácea; no ramificada arriba. Los nodos de los culmos glabros. Entrenudos huecos con hojas basales no agregadas; auriculadas. Láminas de las hojas linear-lanceoladas; estrechas; 2-4 mm de ancho (y 2-5 cm de largo); planas; persistentes. La lígula es una membrana con flecos; truncada; de alrededor de 1 mm de largo. Contra-lígula ausente. Plantas bisexuales, con espiguillas bisexuales y con flores hermafroditas. Inflorescencia en un solo racimo con raquis visiblemente achatado y con alas (el ala que cubre las espiguillas, púrpura oscura).

## Taxonomía
Baptorhachis foliacea fue descrito por (Clayton) Clayton y publicado en Kew Bulletin 42(2): 401. 1987.
Sinonimia
- Stereochlaena foliacea Clayton[2][3]